# Anton Janda
Anton Janda (1º maggio 1904 – 26 settembre 1985) è stato un calciatore austriaco, di ruolo difensore.

## Carriera
La carriera di Anton Janda si sviluppò interamente all'Admira Vienna, dove esordì nel 1924, e dove rimase per nove anni. Nel 1927 festeggiò la conquista del primo campionato austriaco, impresa bissata nella stagione seguente e impreziosita dalla conquista della Coppa d'Austria. Il 1º aprile 1928 fece il proprio esordio in Nazionale, contro la Cecoslovacchia, rimase titolare per tutto l'anno successivo, poi venne convocato sempre più raramente. Fece comunque parte del Wunderteam e partecipò alla Coppa del Mondo in Italia.
A livello di club continuò a mietere successi: nel 1931-1932 e nel 1933-1934 il campionato nazionale, negli stessi anni due Coppe d'Austria, e il raggiungimento della finale di Coppa Mitropa nel 1934: l'Admira, dopo aver vinto per 3-2 la finale d'andata in casa, fu però sconfitta 5-1 nel ritorno dal Bologna. L'anno seguente Janda si ritirò dal calcio professionistico, giocando sporadicamente per lo SC Austro Fiat, prima del definitivo ritiro.

## Palmarès
- Campionato austriaco: 4

Admira Vienna: 1926-1927, 1927-1928, 1931-1932, 1933-1934
- Coppa d'Austria: 3

Admira Vienna: 1927-1928, 1931-1932, 1933-1934